# Язвенка
Я́звенка (Цари́цынский руче́й) — водоток в Москве и Московской области, правый приток Городни. На территории города протекает по границе районов Бирюлёво Восточное, Орехово-Борисово Южное и Орехово-Борисово Северное Южного административного округа. Речное русло в некоторых местах искусственно трансформировано, река частично заключена в подземный коллектор. По степени техногенной трансформации относится к I классу — сохранилась в открытом течении более чем на 90%.
Длина реки составляет 5,6 км, площадь водосборного бассейна — 10 км². Исток расположен на территории посёлка совхоза имени Ленина к западу от Каширского шоссе. Водоток проходит на северо-запад через каскад прудов, пересекает МКАД и течёт вдоль Шипиловского проезда по окраине природно-исторического парка «Царицыно». Далее река впадает в юго-восточную часть Верхнего Царицынского пруда, образуя длинный залив. Устье расположено в Нижнем Царицынском пруду. С левой стороны Язвенку питают безымянные лесные притоки и воды реки Черепишки.
В 1991 году долина Язвенки была объявлена памятником природы. На этой территории зарегистрированы растения, внесённые в Красную книгу Москвы, такие как ландыш, дремлик широколистный, гвоздика Фишера, земляника зелёная, нивяник, колокольчики широколистный, крапиволистный и раскидистый. На правом берегу находились деревни Орехово и Царицыно.
Вероятно, название реки происходит от слова «язва», «язвина» — трещина на поверхности земли, овраг, яма, или от слова «яз» — запруда.